# 宗悫
宗悫（？—465年7月22日），字元幹，南阳郡涅阳（今河南省镇平县南）人。南朝宋將領，曾參與討伐林邑、進攻雍州蠻人、討伐劉劭等戰役。

## 生平
宗慤年少時，叔父宗炳曾問他有何志向，他以「愿乘长风破万里浪」回答，被宗炳認為他若果不能出人頭地，就肯定會禍及家族。宗慤亦果真崇尚武事，十四歲時兄長宗泌新婚夜遇賊人行劫，宗慤挺身抵抗，在屋外就驅散了十多名賊人。不過當時大致和平，人們崇尚研習經籍文義，而且宗炳本身是高士，家族子弟都因其而愛好學問，就只有宗慤不是，鄉人都對宗慤沒稱譽。後宗慤堂兄宗綺當上時任征北將軍、南兗州刺史、江夏王劉義恭的征北主簿，宗慤那時隨其到廣陵出鎮。有次宗綺回征北府值班，宗慤發現給吏牛泰和宗綺的妾侍私通，將牛泰殺了。
元嘉二十二年（445年），宋文帝有意進攻林邑國，宗慤自請隨軍，劉義恭遂上表稱許宗慤有膽識勇力，讓其獲授振武將軍職，並在翌年擔任安西參軍蕭景憲的軍副，隨交州刺史檀和之出兵林邑。檀和之後命蕭景憲進攻區粟城，林邑王范陽邁二世派范毗沙達救援，檀和之嘗試派偏師對抗援軍但戰敗，蕭景憲遂以宗慤應付援軍，宗慤認為敵眾我寡，決定兵分多路潛兵進擊，沒有提防的林邑援軍就這樣遭突然出現的宗慤部隊攻擊，敗退回首都，而失去外援的區粟城隨後就被蕭景憲及回軍的宗慤攻下了。檀和之隨後進逼林邑首都，范陽邁二世以舉國之力抵抗，兩軍在象浦隔河相持，時林邑軍有披上裝甲的象隊，令宋軍恐懼。宗慤認為林邑人在堅固的區粟城失陷後經已士氣盡失，應該乘機一戰破敵，於是根據獅子能威嚇百獸的異國傳聞下令製作一些具獅子形象物品放出陣前，竟真的令象群驚恐潰退，林邑首都亦因而遭宋軍攻陷。大軍當時掠奪了城中大量宋人從沒見過的奇珍異寶，但宗慤都一無所取，遂得宋文帝嘉許。
元嘉二十六年（449年），宗慤隨沈慶之及柳元景討伐困擾雍州當地的蠻族，在沈慶之的節度下大破蠻族。翌年，南新郡蠻帥田彥生舉眾反叛，燒毀郡城並割據白楊山，沈慶之派柳元景領軍討伐，但柳元景一度無法攻下田彥生的陣地，宗慤此時帶著麾下兵眾率先對敵陣再發進攻勢，眾軍見狀隨之繼進，才成功攻下。
元嘉三十年（453年），時正以南中郎將、江州刺史統兵討伐蠻族的武陵王劉駿得知太子劉劭篡位的消息後起兵討伐，又以宗慤為南中郎將諮議參軍，領中兵。同年劉駿即位，是為孝武帝，以宗慤為左衞將軍，封洮陽侯，不久調任廣州刺史。孝建三年二月甲子日（456年2月29日），宗慤改任平西將軍、豫州刺史、監五州諸軍事。大明三年（459年），司空、南兗州刺史、竟陵王劉誕因反抗孝武帝削其官爵而於廣陵起兵，宗慤上表請求參與討伐，更至建康想要親身接受命令。孝武帝看見宗慤後命乘輿停下想要勉勵慰問他，但宗慤見此卻原地跳了數十下，期間一直察望著四周環境，孝武帝就順從其請求，讓他隨統率諸軍的沈慶之出兵廣陵。劉誕在起兵時曾向眾人假稱他得到宗慤支持，宗愨到廣陵城下時就故意騎馬繞城大叫：「我宗慤也。」劉誕被消滅後，宗慤回朝任左衞將軍。
大明五年（461年），宗慤在隨孝武帝出獵時墮馬，跌斷了腿，難以繼續擔任侍直工作，遂轉任光祿大夫，加金章紫綬，但不久就因不肯賣牛給朝廷而被免職。大明六年九月戊子日（462年10月19日），任中護軍。大明八年七月己亥日（464年8月20日），新即位的宋前廢帝以宗慤為安西將軍、寧蠻校尉、雍州刺史，加都督。永光元年六月乙亥日（465年7月22日），宗慤去世，朝廷贈征西將軍，諡為肅侯。宋明帝在泰始二年（466年）以宗慤配享孝武帝廟。

## 家庭

### 母亲
- 荥阳郑氏，东汉大司农郑众的后裔[8][9]

### 兄弟姐妹
- 宗钟馗[9]
- 樂藹母[10]

### 子
- 宗羅雲，嗣子。死後由兒子宗元寶嗣爵。

## 延伸阅读
[在维基数据编辑]
 《宋書/卷76》，出自沈约《宋书》
 《南史/卷37》，出自李延壽《南史》